# Relations entre la France et Maurice
Les relations entre la France et Maurice sont des relations internationales s'exerçant entre la République française, un État principalement européen, et la république de Maurice, un pays insulaire de l'océan Indien. Elles sont structurées par deux ambassades, l'ambassade de France à Maurice et l'ambassade de Maurice en France.

## Histoire

### Période française (1715-1810)
Située sur la route des Indes, Maurice devient, en septembre 1715, une colonie française permettant aux navires de la Compagnie des Indes Orientales de faire escale. C'est notamment Guillaume Dufresne d’Arsel qui permet le développement de la colonie française faisant de l'île une escale incontournable.